# Att döda ett barn
För andra betydelser, se Att döda ett barn (olika betydelser).
Att döda ett barn är en novell av Stig Dagerman, publicerad första gången 1948. Den är förmodligen den mest kända av Stig Dagermans texter. Novellen finns utgiven i bokform i de postuma samlingarna Vårt behov av tröst (1955) och Dikter, noveller, prosafragment (1983).

## Bakgrund
Novellen skrevs 1948 på beställning av Nationalföreningen för trafiksäkerhetens främjande, för att få ner hastigheten i trafiken.

## Handling
Att döda ett barn är skriven på ett vardagligt och avskalat framställningssätt, men under ytan föreligger en ödesmättad stämning. Här skildras vardagslivet för de inblandade innan en av dem oavsiktligt kör på ett litet barn. Läsarna vet från början vad som ska ske och författaren arbetar med en berättarteknik som kallas plantering. I novellen förekommer parallellhandlingar eftersom två händelseförlopp varvas men utspelas samtidigt. 

## Digitaliserad utgåva
- Att döda ett barn. Stockholm. 1949. Libris n7zdsvznlv224k6f. https://gupea.ub.gu.se/2077/84605

## Filmatiseringar
Baserat på novellen har det spelats in två filmer, Att döda ett barn 1953 i regi av Gösta Werner och Att döda ett barn 2003 i regi av Alexander Skarsgård.